# Miracle Girls
Miracle Girls (яп. ミラクルガールズ Чудо девочки) — японская манга, автором и иллюстратором которой является Нами Акимото, публиковалась издательством Kodansha в журнале Nakayoshi с 6 июля 1991 года по 5 августа 1994 года. Всего выпущено 9 томов манги. Также манга была лицензирована компанией Tokyopop и выпускалась территории США с декабря 2000 года по июнь 2006 года. Помимо этого манга публиковалась на территории Испании издательством Gemelas Milagrosas и Италии издательством Amici.
По мотивам манги студией Nippon Animation был выпущен аниме-сериал, который транслировался по телеканалу Nippon Television с 8 января по 24 декабря 1993 года. Всего выпущена 51 серия аниме. Сериал также транслировался на территории Италии, Испании и Филиппинах.

## Сюжет
Сюжет разворачивается вокруг Томоми и Мики, сестёр-близнецов, которые обладают необычными способностями, например могут телепортироваться, соприкасаясь мизинцами. Однако по характеру девушки очень разные: если Мики очень скромная и романтичная личность, то Тома хулиганка и сорванец. Однажды возлюбленный Мики — Хидэаки отправляется надолго в Англию, это сильно расстраивает Мики, во время полёта, самолёт с Хидэаки захватывают террористы, однако сёстры спасают экипаж, переместившись в самолёт. Позже Мики находит в себе способность наблюдать телепатически за действиями Хидэаки. Тем временем в Англии, в волшебном королевстве Диамас, Мари Милграин стремится найти и убить свою сестру Эмму и законную наследницу престола, она решает влюбить в себя Хидэаки, чтобы получить влияние над сёстрами и использовать их как оружие. Томоми и Мики предстоит остановить планы Мари, и помочь Эмме вернуть себе на законных правах престол.

## Список персонажей
Томоми Мацунага (яп. 松永 ともみ)
Сэйю: Норико Фудзиэда
Главная героиня и сестра-близнец Микагэ. Имеет короткую причёску, спортсменка, энергичная и весёлая девушка. Может общаться силой мысли с Микагэ, хотя её способности к телепатии слабее, чем у Микагэ, но при физическом контакте с сестрой проявляет сильные магические способности. Влюблена в Юю.
Микагэ Мацунага (яп. 松永 みかげ)
Сэйю: Норико Нагай
Главная героиня и сестра-близнец Томоми. Умная и интеллигентная девушка. Любит проводить химические эксперименты в школе. Влюблена в Хидэаки и может телепатически с ним общаться, а также с помощью телепатии иногда видеть, чем он занимается и где находится.
Юя Нода (яп. 野田 侑也)
Сэйю: Каппэй Ямагути
Член команды по лёгкой атлетике, развивает романтические отношения с Томоми, хотя часто обзывает её. Недолюбливает Микагэ.
Хидэаки Курасигэ (яп. 倉茂 秀明)
Сэйю: Канэто Сиодзава
Член команды по лёгкой атлетике, развивает романтические отношения с Микагэ.
Синьитиро Кагэура (яп. 影浦進一郎)
Сэйю: Кэн Ямагути
Учитель по информатике, который увлекается изучением паранормальных явлений и подозревает, что Мика и Томо обладают сверхчеловеческой силой, поэтому периодически преследует их.
Эмма Уинстон (яп. エマ・ウィンストン)
Сэйю: Юми Тома
Англичанка, постоянно находится в бегах и укрывается от Мари, которая пытается её убить. Законная наследница престола королевства Диамас.
Мария Мильграин Диамас (яп. マリエ)
Сэйю: Вакана Ямадзаки
Злая принцесса королевства Диамас, пытается убить Эмму, чтобы остаться единственной наследницей престола. Пытается влюбить в себя Хидэки, чтобы заполучить влияние над Томо и Микагэ и использовать девушек в качестве оружия.